# Vector Foiltec
Die Vector Foiltec Gruppe ist ein international tätiges Unternehmen im Bauen mit Folienkonstruktionen für Dächer und Fassaden. Die Stammfirma, die Vector Foiltec GmbH (früher: Foiltec GmbH) hat ihren Sitz in Bremen.
Die Vector Foiltec Gruppe ist  Weltmarktführer für die Bauausführung von großflächigen und lichtdurchlässigen Gebäudehüllen aus Folienkonstruktionen und bedient etwa 90 Prozent des Weltmarktes. Die Technik ist patentiert.

## Geschichte

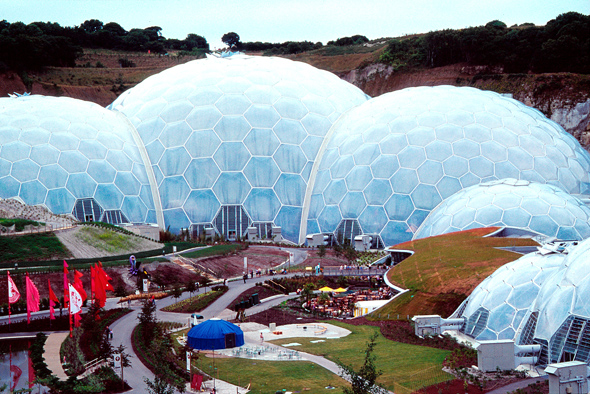
Geodätische Kuppeln des Eden Projects, Außenansicht

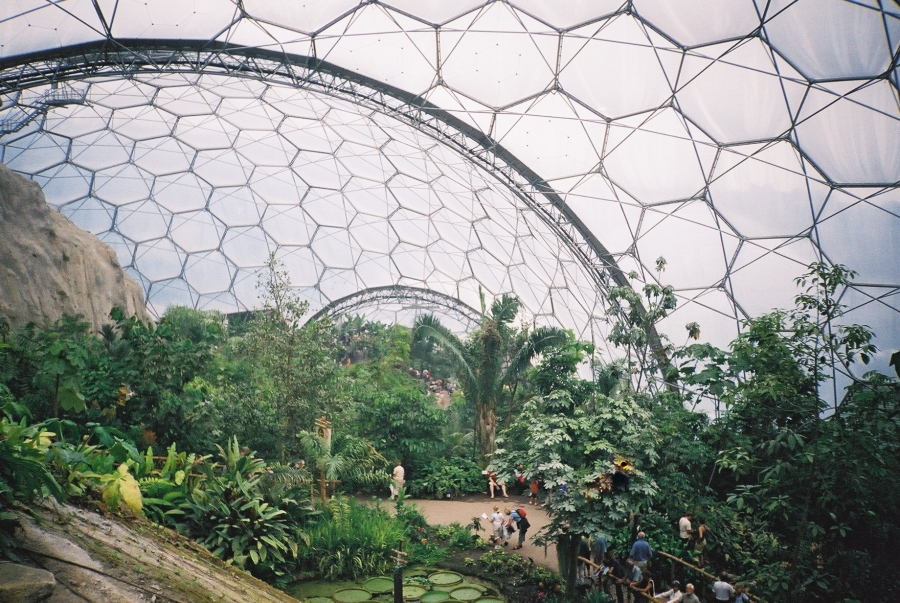
Innenansicht der Kuppeln des Eden Projects

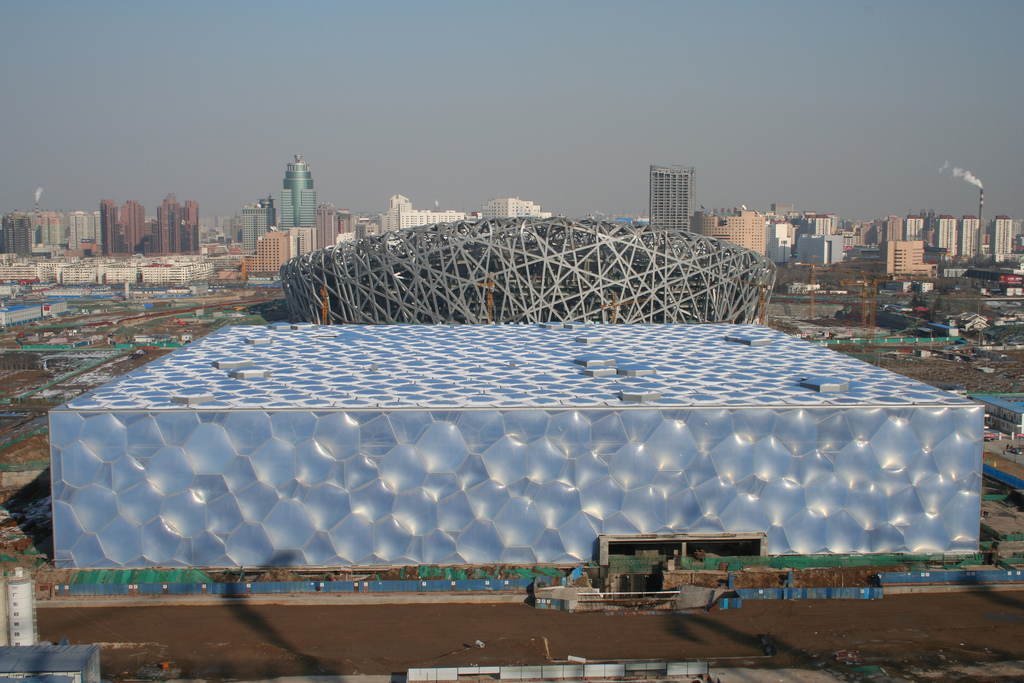
Nationales Schwimmzentrum in Peking

Die Stammfirma wurde 1982 in Bremen-Lesum gegründet. Die Unternehmensgruppe unterhält Büros in 14 Ländern in Amerika, Europa, im Nahen Osten, Russland, Australien und Asien und beschäftigt insgesamt etwa 300 Mitarbeiter. Die Planungsbüros des Unternehmens befinden sich in Bremen, London, Peking, New York und Melbourne. Für die Herstellung der Gebäudehüllen-Elemente bestehen zwei Produktionsstätten, in Bremen und in Peking.
Das Unternehmen hat über 1500 Bauprojekte realisiert. Weltweit bekannt wurde es durch seine Beteiligung am Bau des Eden Projects, einem 2001 eröffneten Botanischen Garten in Cornwall, England. Das Nationale Schwimmzentrum Peking, das für die Olympischen Sommerspiele 2008 errichtet wurde, war der bislang größte und technologisch schwierigste Auftrag. Die Wabenkonstruktion der Außenhaut und des Daches wurde mit über 3500 Folienelementen bestückt, auf die Videos projiziert werden können, und ist mit 100.000 m² die größte Folienkonstruktion der Welt. Unter der Marke flexipix wurden zeitweise Folienkissen mit integriertem Großdisplay als Medienfassade für Gebäude gefertigt.
Zu den realisierten Projekten gehören unter anderem Botanische Gärten, Zoos und überdachte Wasserfreizeitparks; Büro-, Ausstellungs-, Schul-, Verwaltungs- und Wohngebäude; Sport- und Freizeitbauten; sowie Handels- und Verkehrsbauten.
2008 wurde die Firma mit einem in Bremen vergebenen Preis als Unternehmer des Jahres ausgezeichnet.

## Bauten von Vector Foiltec installierten Dächern (Auswahl)
- 1982: Burgers’ Zoo in Arnheim,  erstes Projekt der Firma
- 2001: Eden Project in Cornwall
- 2008: Water Cube in Peking[6]
- 2010: Eden Park in Auckland
- 2010: Khan Shatyr in Astana
- 2013: Fußballstadion San Mamés in Bilbao
- 2014: Regional Transportation Intermodal Center in Anaheim[7]
- 2016: U.S. Bank Stadium in Minneapolis